# Sinabongan
Sinabongan is een bestuurslaag in het regentschap Padang Lawas Utara van de provincie Noord-Sumatra, Indonesië. Sinabongan telt 173 inwoners (volkstelling 2010).